# María Galvarriato
María Galvarriato García (Udías, 1902-Madrid, 1993) fue una bibliotecaria española. Fue miembro del Cuerpo Facultativo de Archiveros, Bibliotecarios y Arqueólogos. Trabajó en la Biblioteca de la Facultad de Filosofía y Letras de la Universidad Central de Madrid, que también dirigió. Es una de las investigadoras reconocidas en el proyecto Mujeres Investigadoras en los Archivos Estatales (1900-1970) que desarrolló el Ministerio de Cultura en 2020.

## Trayectoria
Fue hermana de la funcionaria e investigadora María Dolores Galvarriato. También de la escritora y traductora Eulalia Galvarriato y, por lo tanto, cuñada del escritor Dámaso Alonso. Estudió la carrera de Filosofía y Letras, sección de Letras, en la Universidad Central. En 1931, comenzó a trabajar con Ramón Menéndez Pidal en la Sección Filología del Centro de Estudios Históricos. Posteriormente, cuando en 1932 se desgajó la nueva sección Archivos de Literatura Española Contemporánea, pasó a formar parte de su personal bajo la dirección de Pedro Salinas. Uno de los frutos más importantes de esta nueva sección fue la revista Índice Literario, en la que Galvarriato colaboró junto a José María Quiroga Plá, Guillermo de Torre, Vicente Llorens y María Josefa Canellada. La revista destacó por contar con dos colaboradoras e incluir reseñas de obras escritas por mujeres relevantes del momento.
El 20 de febrero de 1935, ganó la oposición para formar parte del Cuerpo Facultativo de Archiveros, Bibliotecarios y Arqueólogos. En febrero de 1935, fue nombrada para sustituir a Miguel Santiago en la dirección de la Biblioteca Provincial de Zamora, a la que se incorporó en abril. Pero tras el verano, fue trasladada a la Biblioteca de la Facultad de Filosofía y Letras de la Universidad Central de Madrid en comisión de servicios, donde se encontraba al comienzo de la guerra civil española. Por estar fuera de su destino, pudo aplicársele el Decreto nº 101 de la Junta de Defensa Nacional, dictado en Burgos el 8 de septiembre de 1936, que la obligó a presentarse ante las autoridades de su provincia y fue depurada. Tras finalizar la tramitación de su expediente, en 1941, se incorporó nuevamente, sin ser sancionada a la Biblioteca de la Facultad de Filosofía y Letras, de la que fue directora. Allí trabajó junto a María Luisa Fuertes Grasa, Hortensia Lo Cascio, María de la Cabeza Terreros Pérez, Juana Quílez Martí, Elena Amat Calderón o Carmen Pescador del Hoyo. Fue vicedirectora de la Biblioteca Universitaria entre 1958 y 1967. Se jubiló en 1971. Formó parte de la Asociación Española de Mujeres Universitarias (AEMU).

## Reconocimientos
En 2020, fue incluida dentro del proyecto “Mujeres Investigadoras en los Archivos Estatales (1900-1970)” para la descripción archivística y creación de un micrositio específico en el Portal de Archivos Españoles (PARES), desarrollado entre 2020-2023. Este proyecto ha sido impulsado por la Subdirección General de Archivos Estatales, con el objetivo visibilizar la labor de investigación realizada en España por las mujeres en el intervalo 1900-1970 partiendo de los registros documentales que se conservan en los Archivos de Gestión de los AAEE del Ministerio de Cultura (el Archivo Histórico Nacional, el Archivo de la Corona de Aragón, el Archivo General de Simancas, el Archivo General de Indias, el Archivo de la Real Chancillería de Valladolid, el Archivo General de la Administración y el Centro de Información Documental de Archivos).